# Apristus tuckeri
Apristus tuckeri är en skalbaggsart som beskrevs av Thomas Casey. Apristus tuckeri ingår i släktet Apristus och familjen jordlöpare. Inga underarter finns listade i Catalogue of Life.